# 上杉持定
上杉持定（1402年—1419年）是室町時代人物。扇谷上杉家當主。上杉氏定之子，持朝之兄。女兒是今川範政繼室。官位是治部少輔。

## 生平
應永23年（1416年），父親氏定在上杉禪秀之亂的初戰中作為持氏一方出陣時，氏定的兒子都有共同出陣，持定是其中一員。父親於此戰中敗北，負傷並自殺。持定繼任。
持定從鐮倉撤退時與鐮倉公方足利持氏一同依賴今川氏（當時，今川氏與扇谷上杉家是親戚關係）。持定在禪秀之亂終結的後3年死亡，扇谷上杉家的家督之位由弟弟持朝繼承。當時持朝還很年幼，於是從兄弟上杉定賴（小山田上杉家）擔任陣代並代行當主。